# ランデヴェネック
ランデヴェネック （Landévennec、ブルトン語:Landevenneg）は、フランス、ブルターニュ地域圏、フィニステール県のコミューン。

## 由来
18世紀の言語学者で、1754年に発行された『ブルトン語辞書』編纂者でランデヴェネックのベネディクト会派修道士であったルイ・ル・ペレティエは、ランデヴェネックの語源を例外的に気候的状況からとし、Land-Teven（太陽にさらされる土地、という意味）という名称からきているとした。
前者ほど詩的でない別の由来は、さらに現実的である。4世紀から7世紀にかけてランデヴェネックは今のように陸続きではなく島であり、その状況から教区を意味するplouで特徴づけられる。そしてlanとは聖なる土地を意味し、それは庵であったり修道院であったりする。ランデヴェネックの歴史は、485年に聖ゲノレが創設した修道院とつながりがある。

## 地理

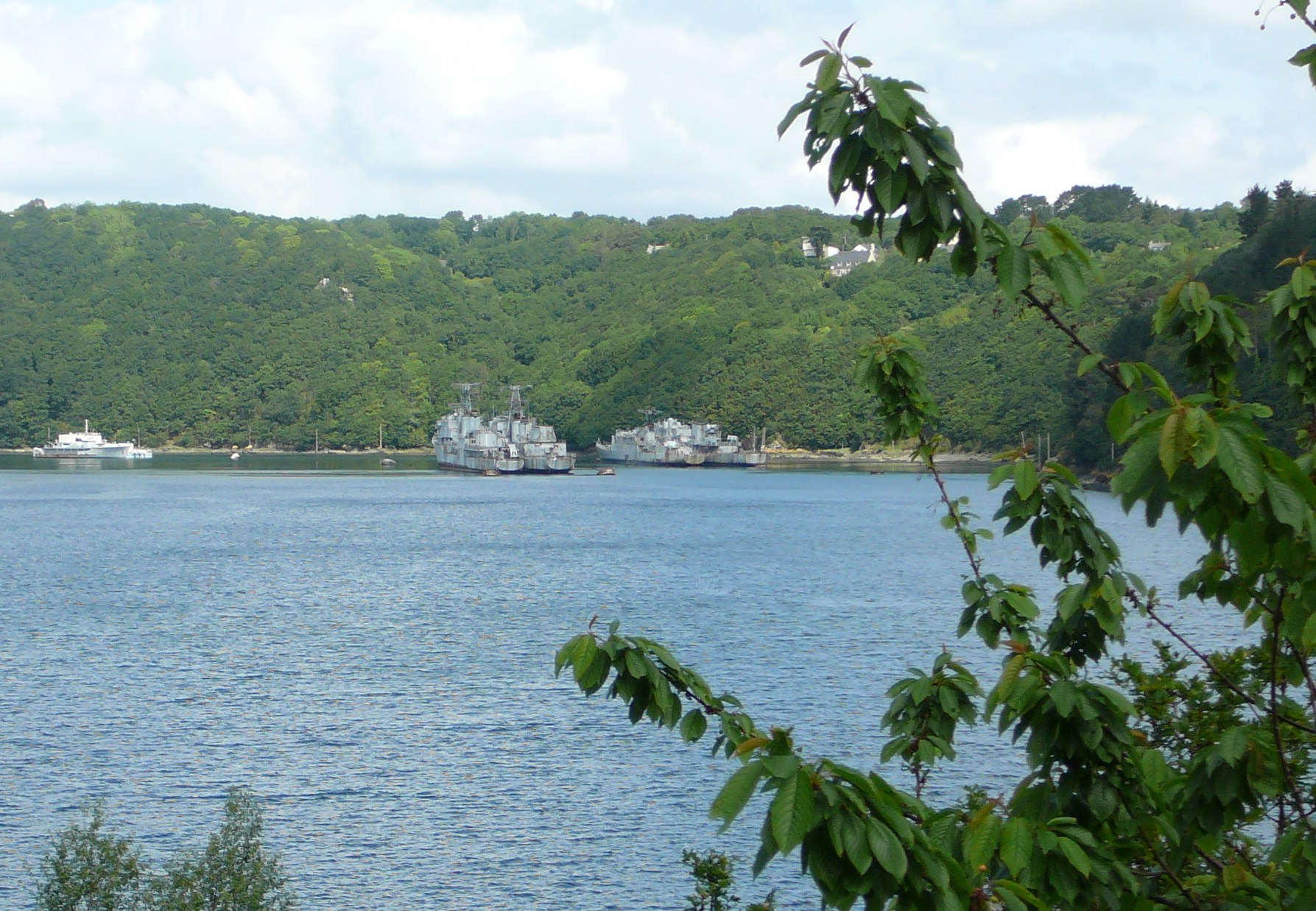
船の墓場

ランデヴェネックは、ラド・ド・ブレストの奥深くにある。ヴュルム氷河期の後に海面上昇が起こり、オーヌ川の下流最後の蛇行部分が一部氾濫してできた。詩情を触発するような、絵のような景観が構成されている。森、山、川、海の要素がそこで融合されている。
20世紀初頭、1920年代のランデヴェネックは周囲を水と松林に囲まれた、静かな可愛らしい村だった。半島の急勾配の場所で生じ、ラド・ド・ブレストと海に侵食されたオーヌ川との境界に向かって突き出した岬を形成する。穏やかで湿潤な気候を持ち、大西洋からの強風から守られている位置にある。このブルターニュの一角では、ブルターニュ以南で美しく繁茂する植生が見られる。1903年、ギュスターヴ・ジョフロワは以下のように記している。『暑い地方にある、ナンヨウスギ属、イチジクの木、ミモザ、ユーカリが自由に育つ。』
集落の入口にある場所からの海を眺めると、船の墓場と、かつての防空巡洋艦で解体を待つコルベールがあり、息を呑むようである。

## 歴史

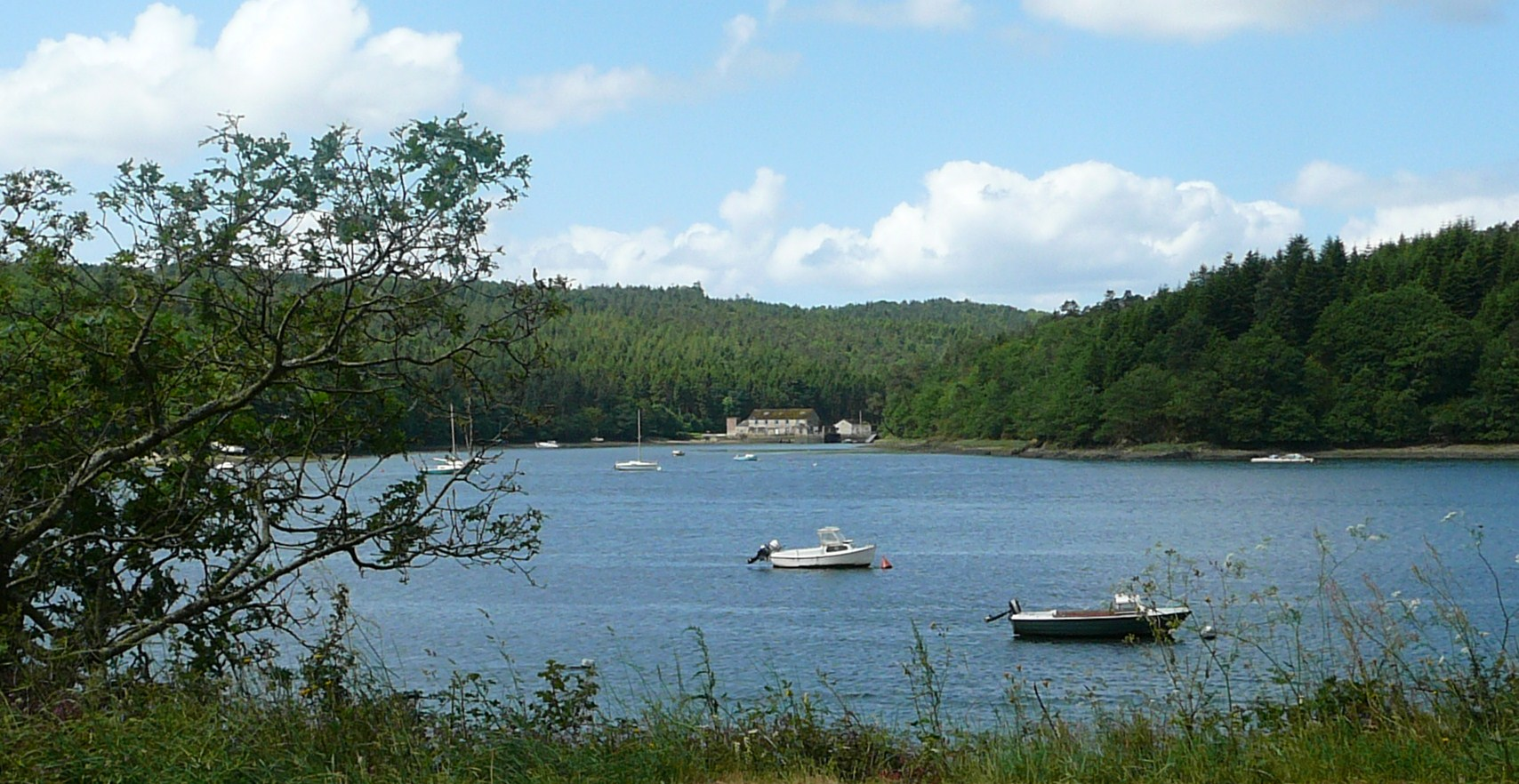
オーヌ川と、海の水車

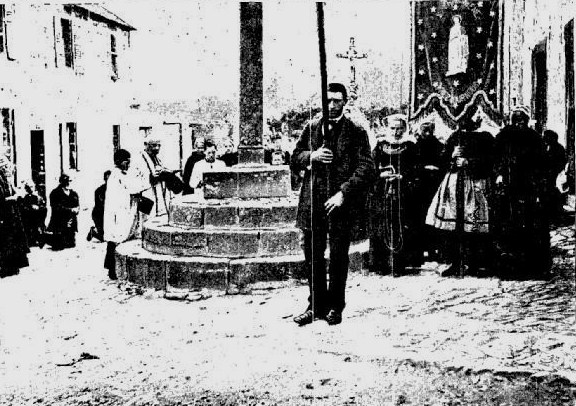
1903年に撮影された、礼拝行進の様子

ランデヴェネックは、修道院の重要な物流と人的交流の場であった。市や修道院に関連する宗教行事は、村に多くの訪問者をもたらした。ランデヴェネックでは海からの様々な手段を用いた交通が行われた。全ての渡し舟はオーヌ川を往来することができた。プルバン通りには2つのはしけがあった。市がある日になると、大きな方のはしけにはウマが20頭乗り、別の日には小さな方にウマ数頭と川を渡る数人の人々が乗った。1782年以前、ティビディ島はランデヴェネックと陸続きであった。船はウマを運ぶために使われ、小船は人の渡し舟となっていた。
ランデヴェネック修道院は、庭師、調理人、御者、鍛冶屋、床屋、パン屋、洗濯屋といった人々を召使として雇っていた。これらの人々はみな修道院が提供する仕事について生活していた。彼らは修道士たちと良い関係を保っていた。その他の重要な源として、修道院長の管轄下にある司法権と裁判所があった。裁判所としての力はプロモディアルンからクロゾン半島全体に広がり、シャトーランにある裁判所では検察官と官吏の代表となっていた。この裁判所は以下のメンバーで構成されていた。
- セネシャル（封建領主として、または王族の代理として） - 国王や領主の名代として裁判長を務める
- 検察官 - 税の徴収も行った
- 公証人や官吏

この裁判所によってランデヴェネックにはヴィル（ville）の称号の価値があった。1679年、水曜日の午後3時を町の時計が知らせると、司祭館の通りを挟んだ反対側にある公聴者の建物で審問が開かれた。セネシャルか代官がその場を統轄し、半島の領主たちの代理を務める裁判官たちがそこへやってきた。ランデヴェネック修道院の修道院長が、最も広範な封建的権力を有していた。修道院長は自身が高等司法権を持ち、ランデヴェネック、アルゴール、テルグリュックにおける民事と刑事の全ての判決を宣告できる存在であった。
17世紀以降、海軍がランデヴェネックを欲した。ブレスト港の混雑から、予備の港をつくる必要があったのである。この計画は実現しなかった。1870年から1935年までの期間だけ、ランデヴェネックには海軍の存在があった。

### フォルゴア礼拝堂

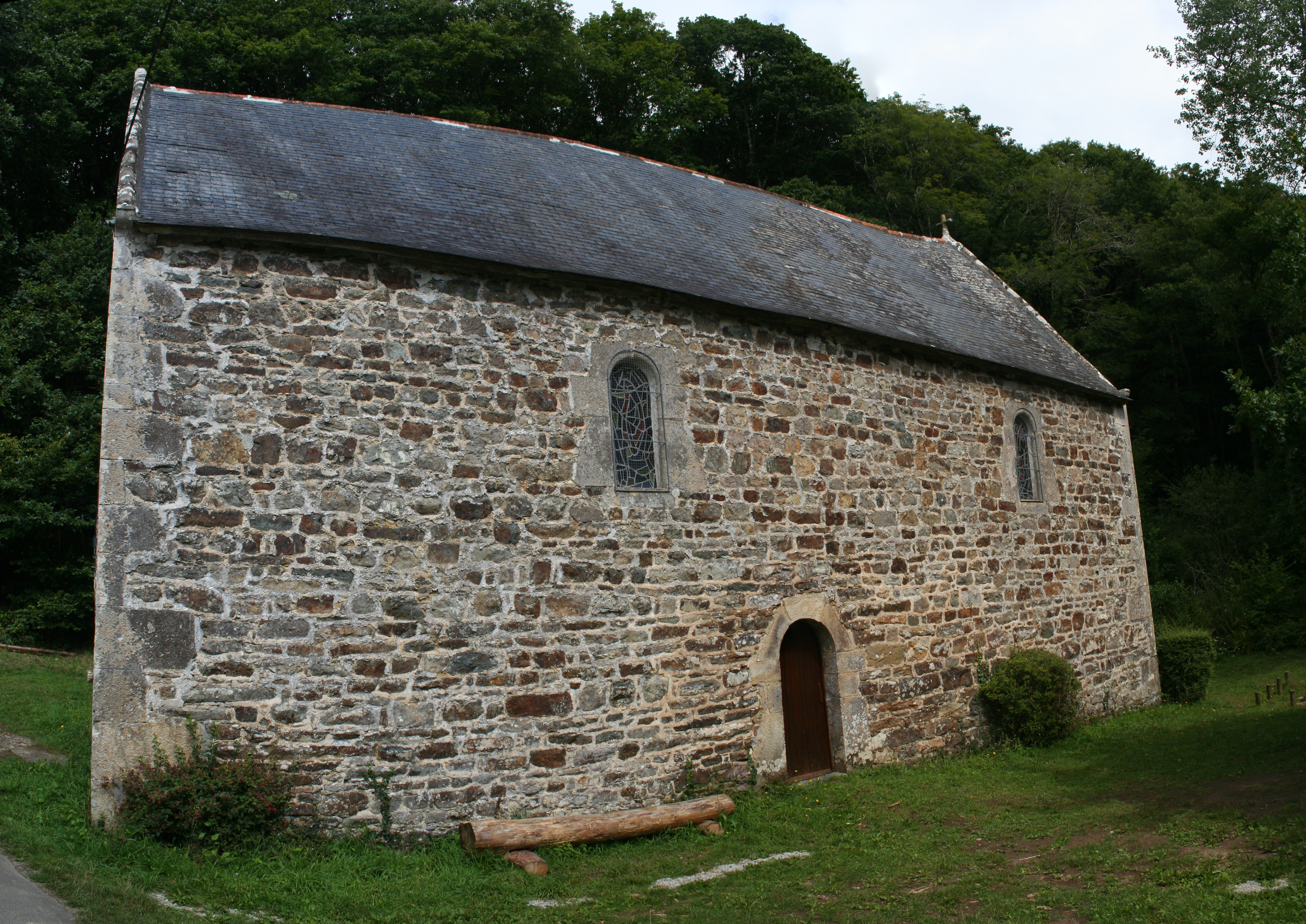
フォルゴア礼拝堂

ランデヴェネックの周囲5km、海の水車（潮の干満を利用して稼働した）に面し、ブナ林の端に礼拝堂はあった。伝説によれば、サラウン（Salaün）の亡骸を納めるために、1358年から1360年の間に建設されたという。
サラウンは古い時代から簡素な信仰を持ってこの森で暮らしていた。サラウンの知るただ一つの言葉は『アヴェ・マリア』であり、一日中繰り返し唱えていた。彼は泉のそばにある木の空洞の中で眠り、毎日村の教会に通った。彼は村人たちにパンを恵んでもらっていた。村人たちはサラウンが善良であることを知っていた。そうして彼は泉に戻って、もらったパンを泉の水に浸し、『アヴェ・マリア』を唱えた。
1358年の11月のある日、もはや息をしていないサラウンの亡骸が見つかった。彼は寝床にしていた木のそばにある、泉の近くに埋葬された。2、3日すると、墓の上に美しいユリの花が咲き乱れた。その輝くような白い花びらの一つ一つには、金色の文字で『アヴェ・マリア』と書かれていた。人々は全ての側面から奇跡を目にした。
礼拝堂は小さな教会囲い地で囲まれた。数世紀にわたって、戦争や諍いはこの地まで及ばなかった。1593年、フランス王軍がやってきて、ランデヴェネック修道院を荒らし、この礼拝堂も同じ目にあった。
荒廃した状態であったところを、1645年にタンギ修道士が復興させた。1695年には、聖職者たちがランデヴェネック教区で礼拝を行っていた。古い記録によれば、それは日曜日と祝日に行われていた。
フランス革命時代の1792年、礼拝堂は自治体の公共施設と認識され、アルゴールとトレガルヴァンとランデヴェネックの3つの教区がミサを行っていた。その後建物は打ち捨てられ、忘れ去られた。1961年、当時のランデヴェネック首長仲介のもと、礼拝堂が修復された。礼拝が行われ、パルドン祭りは聖母被昇天の日に制定された。

## 人口統計
| 1962年 | 1968年 | 1975年 | 1982年 | 1990年 | 1999年 | 2006年 | 2010年 |
| ------ | ------ | ------ | ------ | ------ | ------ | ------ | ------ |
| 564    | 523    | 423    | 377    | 374    | 371    | 349    | 346    |

参照元:1999年までEHESS、2000年以降INSEE

## 史跡
- ランデヴェネック修道院 - 正式にはサン＝ゲノレ修道院。フランス革命中の1792年に最後の修道士たちが去り、国有財産とされ、19世紀中に廃墟となった。新しい修道院は別の場所に1950年代に建てられ、信仰の場が取り戻されている。
- ノートルダム教会 - 17世紀からの歴史を持つ教会。海に面してたつ。

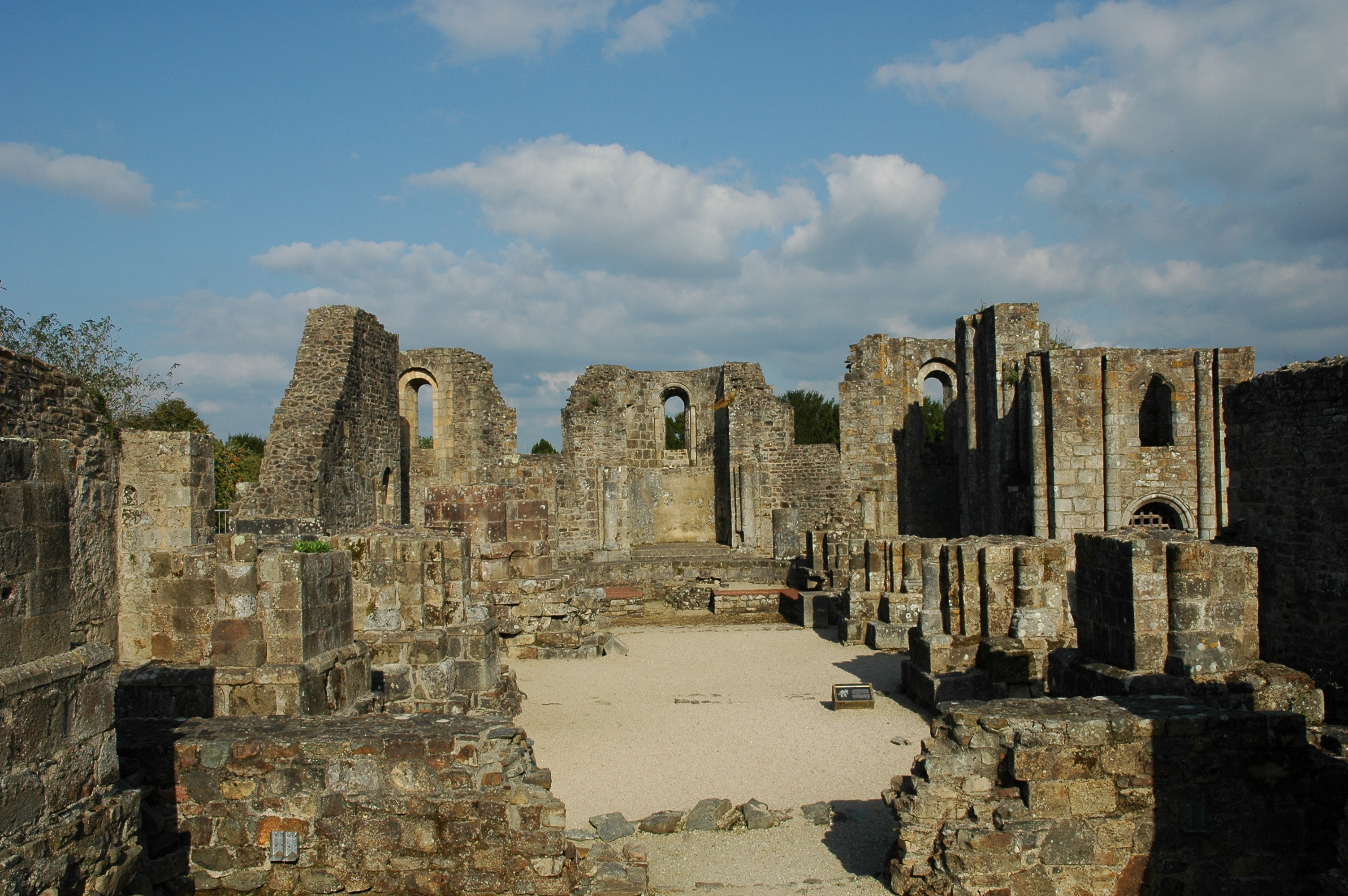
旧ランデヴェネック修道院
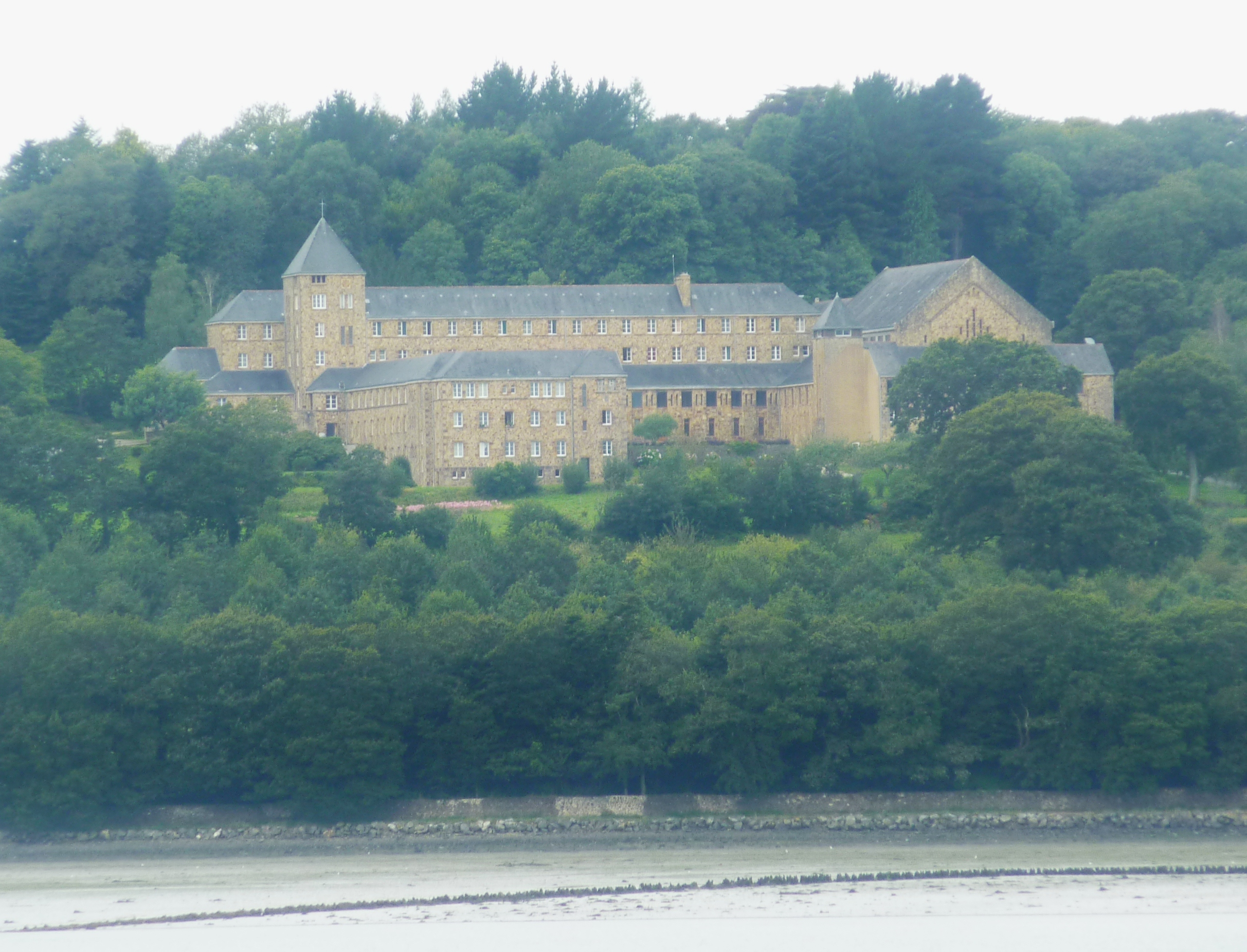
新ランデヴェネック修道院
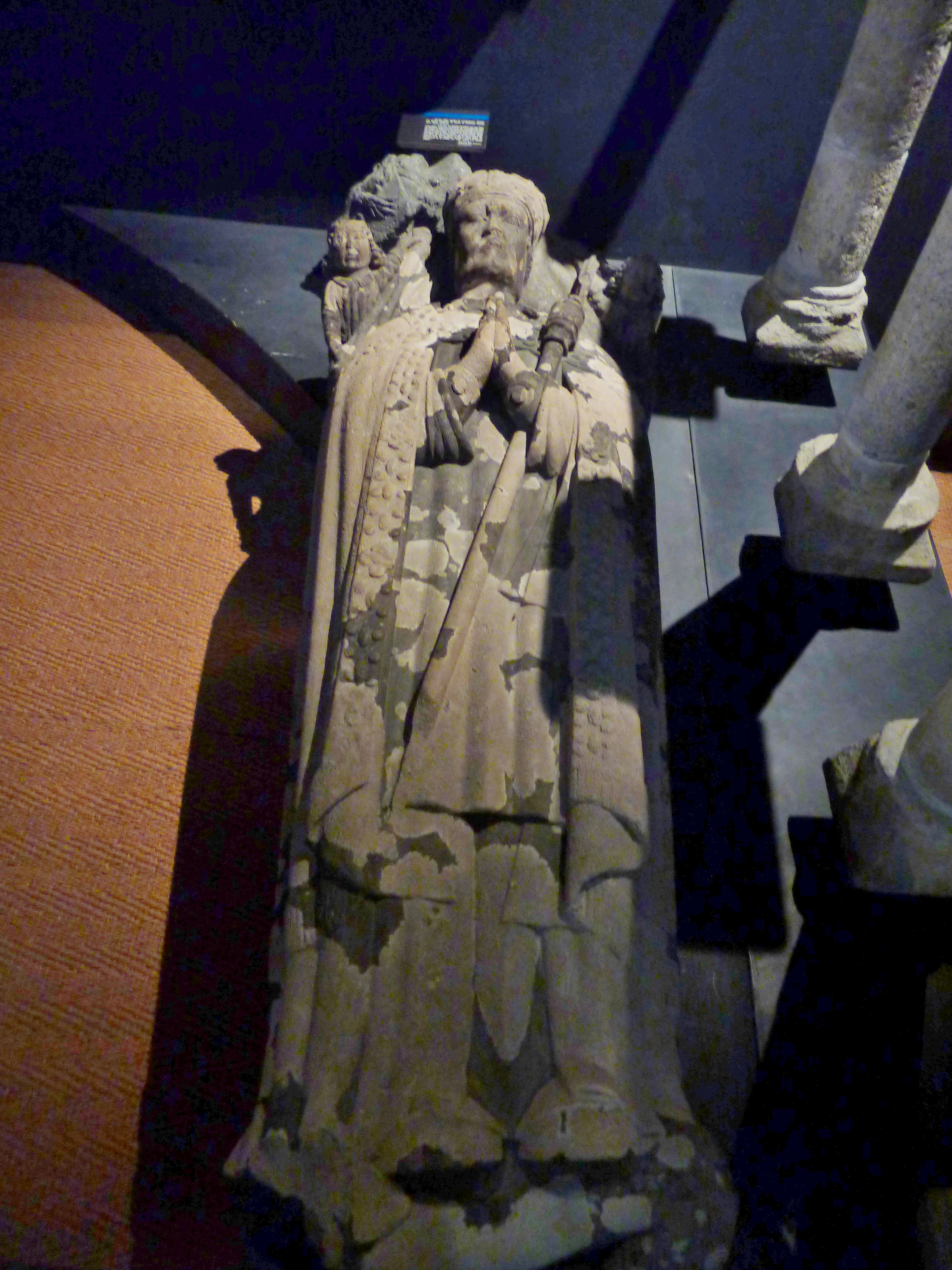
旧ランデヴェネック修道院博物館に収蔵されている聖ゲノレ像
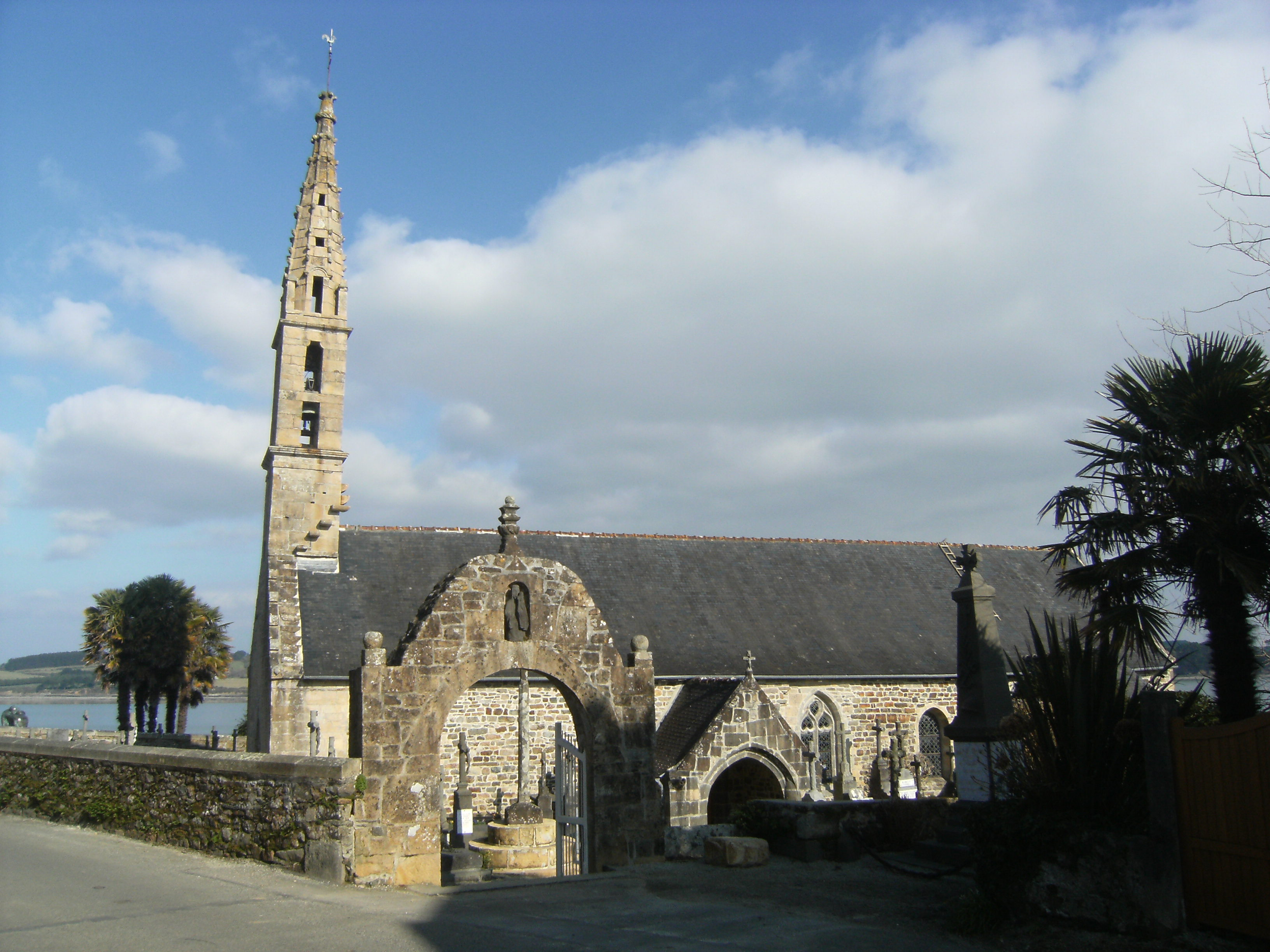
ノートルダム教会

## 姉妹都市
- ザ・リザード（英語版）、イギリス